# Тодірешть (комуна, Сучава)
Тодірешть, Тодірешті (рум. Todirești) — комуна у повіті Сучава в Румунії. До складу комуни входять такі села (дані про населення за 2002 рік):
- Костина (1361 особа)
- Перхеуць (1178 осіб)
- Сиргієшть (154 особи)
- Солонец (1593 особи)
- Тодірешть (1492 особи) — адміністративний центр комуни

Комуна розташована на відстані 363 км на північ від Бухареста, 15 км на захід від Сучави, 129 км на північний захід від Ясс.

## Населення
За даними перепису населення 2002 року у комуні проживали 5778 осіб.
Національний склад населення комуни:
| Національність | Кількість осіб | Відсоток |
| -------------- | -------------- | -------- |
| румуни         | 5765           | 99,8%    |
| українці       | 7              | 0,1%     |
| угорці         | 6              | 0,1%     |

Рідною мовою назвали:
| Мова       | Кількість осіб | Відсоток |
| ---------- | -------------- | -------- |
| румунська  | 5770           | 99,9%    |
| українська | 8              | 0,1%     |

Склад населення комуни за віросповіданням:
| Релігія            | Кількість осіб | Відсоток |
| ------------------ | -------------- | -------- |
| православні        | 5448           | 94,3%    |
| адвентисти         | 204            | 3,5%     |
| п'ятдесятники      | 109            | 1,9%     |
| баптисти           | 8              | 0,1%     |
| римо-католики      | 2              | < 0,1%   |
| не релігійні       | 1              | < 0,1%   |
| не вказали релігію | 3              | 0,1%     |

## Зовнішні посилання
- Дані про комуну Тодірешть на сайті Ghidul Primăriilor